# VIII Governo Regional da Madeira
O VIII Governo Regional da Madeira foi formado com base nas eleições legislativas regionais de 15 de outubro de 2000, em que o Partido Social Democrata (PPD/PSD) venceu com maioria absoluta. A tomada de posse ocorreu no dia 14 de novembro de 2000.

## Composição
Os membros do VIII Governo Regional da Madeira eram:
| Retrato | Cargo                                                   | Detentor                                         | Partido | Partido | Período                                         |
| ------- | ------------------------------------------------------- | ------------------------------------------------ | ------- | ------- | ----------------------------------------------- |
|         | Presidente do Governo Regional                          | Alberto João Cardoso Gonçalves Jardim            |         | PPD/PSD | 14 de novembro de 2000 a 16 de novembro de 2004 |
|         | Vice-presidente do Governo Regional                     | João Carlos Cunha e Silva                        |         | PPD/PSD | 14 de novembro de 2000 a 16 de novembro de 2004 |
|         | Secretário Regional dos Recursos Humanos                | Eduardo António Brazão de Castro                 |         | PPD/PSD | 14 de novembro de 2000 a 16 de novembro de 2004 |
|         | Secretário Regional do Turismo e Cultura                | João Carlos Nunes Abreu                          |         | PPD/PSD | 14 de novembro de 2000 a 16 de novembro de 2004 |
|         | Secretário Regional do Equipamento Social e Transportes | Luís Manuel dos Santos Costa                     |         | PPD/PSD | 14 de novembro de 2000 a 16 de novembro de 2004 |
|         | Secretária Regional dos Assuntos Sociais                | Conceição Maria de Sousa Nunes Almeida Estudante |         | PPD/PSD | 14 de novembro de 2000 a 16 de novembro de 2004 |
|         | Secretário Regional de Educação                         | Francisco José Vieira Fernandes                  |         | PPD/PSD | 14 de novembro de 2000 a 16 de novembro de 2004 |
|         | Secretário Regional do Plano e Finanças                 | José Manuel Ventura Garcês                       |         | PPD/PSD | 14 de novembro de 2000 a 16 de novembro de 2004 |
|         | Secretário Regional do Ambiente e Recursos Naturais     | Manuel António Rodrigues Correia                 |         | PPD/PSD | 14 de novembro de 2000 a 16 de novembro de 2004 |